# رولاند تالمن
رولاند تالمن (انگلیسی: Roland Thalmann؛ زادهٔ ۱۵ اوت ۱۹۹۳ ‏(۳۱ سال)) دوچرخه‌سوار اهل سوئیس است.
از باشگاه‌هایی که در آن بازی کرده‌است می‌توان به روت–آکروس اشاره کرد.